# Liste des voies de Séoul
Ceci est une liste non exhaustive des rues, et des routes de Séoul.
| Rue/Route           | Hangul         | Hanja          | Arrondissement | Description (Ancien nom, étymologie, caractéristiques, inauguration...) | Lien |
| ------------------- | -------------- | -------------- | -------------- | --- | --- |
| Achaseong-gil       | 아차성길       | 阿且城길       |                | | « http://www.encyber.com/search_w/ctdetail.php?masterno=760243&contentno=760243 »(Archive.org • Wikiwix • Archive.is • Google • Que faire ?) |
| Anyangcheon-gil     | 안양천길       | 安養川길       |                | | « http://www.encyber.com/search_w/ctdetail.php?masterno=760244&contentno=760244 »(Archive.org • Wikiwix • Archive.is • Google • Que faire ?) |
| Baekbeomro          | 백범로         | 白凡路         |                | | « http://www.encyber.com/search_w/ctdetail.php?masterno=758607&contentno=758607 »(Archive.org • Wikiwix • Archive.is • Google • Que faire ?) |
| Baekjegobunno       | 백제고분로     | 百濟古墳路     |                | | « http://www.encyber.com/search_w/ctdetail.php?masterno=758608&contentno=758608 »(Archive.org • Wikiwix • Archive.is • Google • Que faire ?) |
| Bangbaero           | 방배로         | 方背路         |                | | « http://www.encyber.com/search_w/ctdetail.php?masterno=758606&contentno=758606 »(Archive.org • Wikiwix • Archive.is • Google • Que faire ?) |
| Banporo             | 반포로         | 盤浦路         |                | | « http://www.encyber.com/search_w/ctdetail.php?masterno=70771&contentno=70771 »(Archive.org • Wikiwix • Archive.is • Google • Que faire ?)   |
| Bogwangdong-gil     | 보광동길       | 普光洞길       |                | | « http://www.encyber.com/search_w/ctdetail.php?masterno=758609&contentno=758609 »(Archive.org • Wikiwix • Archive.is • Google • Que faire ?) |
| Bomunno             | 보문로         | 普門路         |                | | « http://www.encyber.com/search_w/ctdetail.php?masterno=758610&contentno=758610 »(Archive.org • Wikiwix • Archive.is • Google • Que faire ?) |
| Bongeunsaro         | 봉은사로       | 奉恩寺路       |                | | « http://www.encyber.com/search_w/ctdetail.php?masterno=756141&contentno=756141 »(Archive.org • Wikiwix • Archive.is • Google • Que faire ?) |
| Bukak Skyway        | 북악스카이웨이 | 北岳스카이웨이 |                | | « http://www.encyber.com/search_w/ctdetail.php?masterno=79123&contentno=79123 »(Archive.org • Wikiwix • Archive.is • Google • Que faire ?)   |
| Bukhansan-gil\|     | 북한산길       | 北漢山길       |                | | « http://www.encyber.com/search_w/ctdetail.php?masterno=760226&contentno=760226 »(Archive.org • Wikiwix • Archive.is • Google • Que faire ?) |
| Changeumun-gil      | 창의문길       | 彰義門길       |                | | « http://www.encyber.com/search_w/ctdetail.php?masterno=760266&contentno=760266 »(Archive.org • Wikiwix • Archive.is • Google • Que faire ?) |
| Changjeonno         | 창전로         | 倉前路         |                | | « http://www.encyber.com/search_w/ctdetail.php?masterno=760267&contentno=760267 »(Archive.org • Wikiwix • Archive.is • Google • Que faire ?) |
| Cheonhodaero        | 천호대로       | 千戶大路       |                | | « http://www.encyber.com/search_w/ctdetail.php?masterno=146014&contentno=146014 »(Archive.org • Wikiwix • Archive.is • Google • Que faire ?) |
| Cheonggyegogaro     | 청계고가로     | 淸溪高架路     |                | | « http://www.encyber.com/search_w/ctdetail.php?masterno=756127&contentno=756127 »(Archive.org • Wikiwix • Archive.is • Google • Que faire ?) |
| Cheonggyecheonno    | 청계천로       | 淸溪川路       |                | | « http://www.encyber.com/search_w/ctdetail.php?masterno=146274&contentno=146274 »(Archive.org • Wikiwix • Archive.is • Google • Que faire ?) |
| Cheongparo          | 청파로         | 靑坡路         |                | | « http://www.encyber.com/search_w/ctdetail.php?masterno=760268&contentno=760268 »(Archive.org • Wikiwix • Archive.is • Google • Que faire ?) |
| Chungmuro           | 충무로         | 忠武路         | Jung-gu        | | « http://www.encyber.com/search_w/ctdetail.php?masterno=148827&contentno=148827 »(Archive.org • Wikiwix • Archive.is • Google • Que faire ?) |
| Daebangro           | 대방로         | 大方路         |                | | « http://www.encyber.com/search_w/ctdetail.php?masterno=758591&contentno=758591 »(Archive.org • Wikiwix • Archive.is • Google • Que faire ?) |
| Dahakno             | 대학로         | 大學路         | Jongno-gu      | | « http://www.encyber.com/search_w/ctdetail.php?masterno=45797&contentno=45797 »(Archive.org • Wikiwix • Archive.is • Google • Que faire ?)   |
| Daeheungno          | 대흥로         | 大興路         |                | | « http://www.encyber.com/search_w/ctdetail.php?masterno=758592&contentno=758592 »(Archive.org • Wikiwix • Archive.is • Google • Que faire ?) |
| Deungchonnno        | 등촌로         | 登村路         |                | | « http://www.encyber.com/search_w/ctdetail.php?masterno=758600&contentno=758600 »(Archive.org • Wikiwix • Archive.is • Google • Que faire ?) |
| Dogokdong-gil       | 도곡동길       | 道谷洞길       | Gangnam-gu     | | « http://www.encyber.com/search_w/ctdetail.php?masterno=758593&contentno=758593 »(Archive.org • Wikiwix • Archive.is • Google • Que faire ?) |
| Doksandong-gil      | 독산동길       | 禿山洞길       |                | | « http://www.encyber.com/search_w/ctdetail.php?masterno=758595&contentno=758595 »(Archive.org • Wikiwix • Archive.is • Google • Que faire ?) |
| Dokseodang-gil      | 독서당길       | 讀書堂길       |                | | « http://www.encyber.com/search_w/ctdetail.php?masterno=758596&contentno=758596 »(Archive.org • Wikiwix • Archive.is • Google • Que faire ?) |
| Dong-1ro            | 동1로          | 東一路         |                | | « http://www.encyber.com/search_w/ctdetail.php?masterno=758597&contentno=758597 »(Archive.org • Wikiwix • Archive.is • Google • Que faire ?) |
| Dong-2ro            | 동2로          | 東二路         |                | | « http://www.encyber.com/search_w/ctdetail.php?masterno=758598&contentno=758598 »(Archive.org • Wikiwix • Archive.is • Google • Que faire ?) |
| Donggyoro           | 동교로         | 東橋路         |                | | « http://www.encyber.com/search_w/ctdetail.php?masterno=758599&contentno=758599 »(Archive.org • Wikiwix • Archive.is • Google • Que faire ?) |
| Dongsomunno         | 동소문로       | 東小門路       |                | | « http://www.encyber.com/search_w/ctdetail.php?masterno=756140&contentno=756140 »(Archive.org • Wikiwix • Archive.is • Google • Que faire ?) |
| Dongjakdaero        | 동작대로       | 銅雀大路       |                | | « http://www.encyber.com/search_w/ctdetail.php?masterno=50459&contentno=50459 »(Archive.org • Wikiwix • Archive.is • Google • Que faire ?)   |
| Dorimro             | 도림로         | 道林路         |                | | « http://www.encyber.com/search_w/ctdetail.php?masterno=758594&contentno=758594 »(Archive.org • Wikiwix • Archive.is • Google • Que faire ?) |
| Dosandaero          | 도산대로       | 島山大路       | Gangnam-gu     | | « http://www.encyber.com/search_w/ctdetail.php?masterno=756136&contentno=756136 »(Archive.org • Wikiwix • Archive.is • Google • Que faire ?) |
| Eonjuro             | 언주로         | 彦州路         |                | | « http://www.encyber.com/search_w/ctdetail.php?masterno=320236&contentno=320236 »(Archive.org • Wikiwix • Archive.is • Google • Que faire ?) |
| Euljiro             | 을지로         | 乙支路         |                | Etymologie: en référence au général Eulji Mundeok, anciens noms : Kogane-Cho/-machi (Hangeul: 황금정 ; Hanja: 黄金町) de 1910 à 1945.                                                                                | « http://www.encyber.com/search_w/ctdetail.php?masterno=124340&contentno=124340 »(Archive.org • Wikiwix • Archive.is • Google • Que faire ?) |
| Eungamno            | 응암로         | 鷹岩路         |                | | « http://www.encyber.com/search_w/ctdetail.php?masterno=760255&contentno=760255 »(Archive.org • Wikiwix • Archive.is • Google • Que faire ?) |
| Eungbongno          | 응봉로         | 鷹峰路         |                | | « http://www.encyber.com/search_w/ctdetail.php?masterno=760254&contentno=760254 »(Archive.org • Wikiwix • Archive.is • Google • Que faire ?) |
| Eunpyeongno         | 은평로         | 恩平路         |                | | « http://www.encyber.com/search_w/ctdetail.php?masterno=760253&contentno=760253 »(Archive.org • Wikiwix • Archive.is • Google • Que faire ?) |
| Gajwaro             | 가좌로         | 加佐路         |                | | « http://www.encyber.com/search_w/ctdetail.php?masterno=758581&contentno=758581 »(Archive.org • Wikiwix • Archive.is • Google • Que faire ?) |
| Gangnamdaero        | 강남대로       | 江南大路       |                | | « http://www.encyber.com/search_w/ctdetail.php?masterno=5003&contentno=5003 »(Archive.org • Wikiwix • Archive.is • Google • Que faire ?)     |
| Gangseoro           | 강서로         | 江西路         |                | | « http://www.encyber.com/search_w/ctdetail.php?masterno=5323&contentno=5323 »(Archive.org • Wikiwix • Archive.is • Google • Que faire ?)     |
| Gyeonginno          | 경인로         | 京仁路         |                | | « http://www.encyber.com/search_w/ctdetail.php?masterno=756132&contentno=756132 »(Archive.org • Wikiwix • Archive.is • Google • Que faire ?) |
| Gosanjaro           | 고산자로       | 古山子路       |                | | « http://www.encyber.com/search_w/ctdetail.php?masterno=13679&contentno=13679 »(Archive.org • Wikiwix • Archive.is • Google • Que faire ?)   |
| Gyeongsu saneopdoro | 경수산업도로   | 京水産業道路   |                | | « http://www.encyber.com/search_w/ctdetail.php?masterno=756128&contentno=756128 »(Archive.org • Wikiwix • Archive.is • Google • Que faire ?) |
| Gocheokdong-gil     | 고척동길       | 高尺洞길       |                | | « http://www.encyber.com/search_w/ctdetail.php?masterno=758582&contentno=758582 »(Archive.org • Wikiwix • Archive.is • Google • Que faire ?) |
| Gomdallae-gil       | 곰달래길       |                |                | | « http://www.encyber.com/search_w/ctdetail.php?masterno=758583&contentno=758583 »(Archive.org • Wikiwix • Archive.is • Google • Que faire ?) |
| Gongdanno           | 공단로         | 工團路         |                | | « http://www.encyber.com/search_w/ctdetail.php?masterno=758584&contentno=758584 »(Archive.org • Wikiwix • Archive.is • Google • Que faire ?) |
| Gonghangno          | 공항로         | 空港路         |                | | « http://www.encyber.com/search_w/ctdetail.php?masterno=17096&contentno=17096 »(Archive.org • Wikiwix • Archive.is • Google • Que faire ?)   |
| Guuiro              | 구의로         | 九宜路         |                | | « http://www.encyber.com/search_w/ctdetail.php?masterno=758586&contentno=758586 »(Archive.org • Wikiwix • Archive.is • Google • Que faire ?) |
| Gwangnaru-gil       | 광나룻길       | 廣나룻길       |                | | « http://www.encyber.com/search_w/ctdetail.php?masterno=758585&contentno=758585 »(Archive.org • Wikiwix • Archive.is • Google • Que faire ?) |
| Hanggangno          | 한강로         | 漢江路         |                | | « http://www.encyber.com/search_w/ctdetail.php?masterno=756139&contentno=756139 »(Archive.org • Wikiwix • Archive.is • Google • Que faire ?) |
| Hannamno            | 한남로         | 漢南路         |                | | « http://www.encyber.com/search_w/ctdetail.php?masterno=760269&contentno=760269 »(Archive.org • Wikiwix • Archive.is • Google • Que faire ?) |
| Hapjeongno          | 합정로         | 合井路         |                | | « http://www.encyber.com/search_w/ctdetail.php?masterno=760270&contentno=760270 »(Archive.org • Wikiwix • Archive.is • Google • Que faire ?) |
| Hoegiro             | 회기로         | 回基路         |                | | « http://www.encyber.com/search_w/ctdetail.php?masterno=760275&contentno=760275 »(Archive.org • Wikiwix • Archive.is • Google • Que faire ?) |
| Hongneung-gil       | 홍릉길         | 洪陵길         |                | | « http://www.encyber.com/search_w/ctdetail.php?masterno=760272&contentno=760272 »(Archive.org • Wikiwix • Archive.is • Google • Que faire ?) |
| Hwagokro            | 화곡로         | 禾谷路         |                | | « http://www.encyber.com/search_w/ctdetail.php?masterno=760273&contentno=760273 »(Archive.org • Wikiwix • Archive.is • Google • Que faire ?) |
| Hwarangno           | 화랑로         | 花郞路         |                | | « http://www.encyber.com/search_w/ctdetail.php?masterno=760274&contentno=760274 »(Archive.org • Wikiwix • Archive.is • Google • Que faire ?) |
| Hyeonchungno        | 현충로         | 顯忠路         |                | | « http://www.encyber.com/search_w/ctdetail.php?masterno=760271&contentno=760271 »(Archive.org • Wikiwix • Archive.is • Google • Que faire ?) |
| Insandong-gil       | 인사동길       | 仁寺洞길       |                | | « http://www.encyber.com/search_w/ctdetail.php?masterno=756138&contentno=756138 »(Archive.org • Wikiwix • Archive.is • Google • Que faire ?) |
| Jahamun-gil         | 자하문길       | 紫霞門길       |                | | « http://www.encyber.com/search_w/ctdetail.php?masterno=760258&contentno=760258 »(Archive.org • Wikiwix • Archive.is • Google • Que faire ?) |
| Jamwonno            | 잠원로         | 蠶院路         |                | | « http://www.encyber.com/search_w/ctdetail.php?masterno=760259&contentno=760259 »(Archive.org • Wikiwix • Archive.is • Google • Que faire ?) |
| Jeonnogno           | 전농로         | 典農路         |                | | « http://www.encyber.com/search_w/ctdetail.php?masterno=760260&contentno=760260 »(Archive.org • Wikiwix • Archive.is • Google • Que faire ?) |
| Jegiro              | 제기로         | 祭基路         |                | | « http://www.encyber.com/search_w/ctdetail.php?masterno=760261&contentno=760261 »(Archive.org • Wikiwix • Archive.is • Google • Que faire ?) |
| Jongno              | 종로           | 鍾路           | Jongno-gu      | | « http://www.encyber.com/search_w/ctdetail.php?masterno=139886&contentno=139886 »(Archive.org • Wikiwix • Archive.is • Google • Que faire ?) |
| Jongamno            | 종암로         | 鍾岩路         |                | | « http://www.encyber.com/search_w/ctdetail.php?masterno=760262&contentno=760262 »(Archive.org • Wikiwix • Archive.is • Google • Que faire ?) |
| Jonggokdong-gil     | 중곡동길       | 中谷洞길       |                | | « http://www.encyber.com/search_w/ctdetail.php?masterno=760263&contentno=760263 »(Archive.org • Wikiwix • Archive.is • Google • Que faire ?) |
| Jongnangcheon-gil   | 중랑천길       | 中浪川길       |                | | « http://www.encyber.com/search_w/ctdetail.php?masterno=760264&contentno=760264 »(Archive.org • Wikiwix • Archive.is • Google • Que faire ?) |
| Manguro             | 망우로         | 忘憂路         |                | | « http://www.encyber.com/search_w/ctdetail.php?masterno=758603&contentno=758603 »(Archive.org • Wikiwix • Archive.is • Google • Que faire ?) |
| Manrijae-gil        | 만리재길       | 萬里길         |                | | « http://www.encyber.com/search_w/ctdetail.php?masterno=758602&contentno=758602 »(Archive.org • Wikiwix • Archive.is • Google • Que faire ?) |
| Maporo              | 마포로         | 麻浦路         |                | | « http://www.encyber.com/search_w/ctdetail.php?masterno=758601&contentno=758601 »(Archive.org • Wikiwix • Archive.is • Google • Que faire ?) |
| Miaro               | 미아로         | 彌阿路         |                | | « http://www.encyber.com/search_w/ctdetail.php?masterno=758605&contentno=758605 »(Archive.org • Wikiwix • Archive.is • Google • Que faire ?) |
| Moraenae-gil        | 모래내길       |                |                | | « http://www.encyber.com/search_w/ctdetail.php?masterno=758604&contentno=758604 »(Archive.org • Wikiwix • Archive.is • Google • Que faire ?) |
| Naejadong-gil       | 내자동길       | 內資洞길       |                | | « http://www.encyber.com/search_w/ctdetail.php?masterno=758587&contentno=758587 »(Archive.org • Wikiwix • Archive.is • Google • Que faire ?) |
| Boulevard Nambu     | 남부순환로     | 南部循環路     |                | | « http://www.encyber.com/search_w/ctdetail.php?masterno=35507&contentno=35507 »(Archive.org • Wikiwix • Archive.is • Google • Que faire ?)   |
| Namdaemunno         | 남대문로       | 南大門路       |                | | « http://www.encyber.com/search_w/ctdetail.php?masterno=35342&contentno=35342 »(Archive.org • Wikiwix • Archive.is • Google • Que faire ?)   |
| Neungdongno         | 능동로         | 陵洞路         |                | | « http://www.encyber.com/search_w/ctdetail.php?masterno=758590&contentno=758590 »(Archive.org • Wikiwix • Archive.is • Google • Que faire ?) |
| Nodeul-gil          | 노들길         |                |                | | « http://www.encyber.com/search_w/ctdetail.php?masterno=758588&contentno=758588 »(Archive.org • Wikiwix • Archive.is • Google • Que faire ?) |
| Noryangjinno        | 노량진로       | 鷺梁津路       |                | | « http://www.encyber.com/search_w/ctdetail.php?masterno=758589&contentno=758589 »(Archive.org • Wikiwix • Archive.is • Google • Que faire ?) |
| Sagajeong-gil       | 사가정길       | 四佳井길       |                | | « http://www.encyber.com/search_w/ctdetail.php?masterno=760227&contentno=760227 »(Archive.org • Wikiwix • Archive.is • Google • Que faire ?) |
| Sageundong-gil      | 사근동길       | 沙斤洞길       |                | | « http://www.encyber.com/search_w/ctdetail.php?masterno=760228&contentno=760228 »(Archive.org • Wikiwix • Archive.is • Google • Que faire ?) |
| Sajikro             | 사직로         |                |                | | [] |
| Sapyeongno          | 사평로         | 砂平路         |                | | « http://www.encyber.com/search_w/ctdetail.php?masterno=760230&contentno=760230 »(Archive.org • Wikiwix • Archive.is • Google • Que faire ?) |
| Samcheongdong-gil   | 삼청동길       | 三淸洞길       |                | | « http://www.encyber.com/search_w/ctdetail.php?masterno=760231&contentno=760231 »(Archive.org • Wikiwix • Archive.is • Google • Que faire ?) |
| Saeanmun-gil        | 새문안길       |                |                | | « http://www.encyber.com/search_w/ctdetail.php?masterno=760232&contentno=760232 »(Archive.org • Wikiwix • Archive.is • Google • Que faire ?) |
| Sejongno            | 세종로         | 世宗路         | Jongno-gu      | Etymologie: en hommage au roi Sejong le Grand, Ancien nom : Kokamon-Dori (Hangeul: 광화문통 Hanja:光化門通) de 1910 à 1945. Fusion avec la Taepyeongno et d'une portion de la Namdaemunno pour former la Sejongdaero | « http://www.encyber.com/search_w/ctdetail.php?masterno=93133&contentno=93133 »(Archive.org • Wikiwix • Archive.is • Google • Que faire ?)   |
| Seogyoro            | 서교로         | 西橋路         |                | | « http://www.encyber.com/search_w/ctdetail.php?masterno=760233&contentno=760233 »(Archive.org • Wikiwix • Archive.is • Google • Que faire ?) |
| Seobinggo           | 서빙고로       | 西氷庫路       |                | | « http://www.encyber.com/search_w/ctdetail.php?masterno=760234&contentno=760234 »(Archive.org • Wikiwix • Archive.is • Google • Que faire ?) |
| Seokchonhosu-gil    | 석촌호수길     | 石村湖水길     | Songpa-gu      | | « http://www.encyber.com/search_w/ctdetail.php?masterno=760235&contentno=760235 »(Archive.org • Wikiwix • Archive.is • Google • Que faire ?) |
| Seogbukdong-gil     | 성북동길       | 城北洞길       |                | | « http://www.encyber.com/search_w/ctdetail.php?masterno=760236&contentno=760236 »(Archive.org • Wikiwix • Archive.is • Google • Que faire ?) |
| Seongsanno          | 성산로         | 城山路         |                | | « http://www.encyber.com/search_w/ctdetail.php?masterno=91978&contentno=91978 »(Archive.org • Wikiwix • Archive.is • Google • Que faire ?)   |
| Siheungdaero        | 시흥대로       | 始興大路       |                | | « http://www.encyber.com/search_w/ctdetail.php?masterno=262858&contentno=262858 »(Archive.org • Wikiwix • Archive.is • Google • Que faire ?) |
| Singillo            | 신길로         | 新吉路         |                | | « http://www.encyber.com/search_w/ctdetail.php?masterno=760238&contentno=760238 »(Archive.org • Wikiwix • Archive.is • Google • Que faire ?) |
| Sindaebang-gil      | 신대방길       | 新大方길       |                | | « http://www.encyber.com/search_w/ctdetail.php?masterno=760239&contentno=760239 »(Archive.org • Wikiwix • Archive.is • Google • Que faire ?) |
| Sinmunno            | 신문로         | 新門路         |                | | « http://www.encyber.com/search_w/ctdetail.php?masterno=763377&contentno=763377 »(Archive.org • Wikiwix • Archive.is • Google • Que faire ?) |
| Sinbanporo          | 신반포로       | 新盤浦路       |                | | « http://www.encyber.com/search_w/ctdetail.php?masterno=760241&contentno=760241 »(Archive.org • Wikiwix • Archive.is • Google • Que faire ?) |
| Songpadaero         | 송파대로       | 松坡大路       | Songpa-gu      | | « http://www.encyber.com/search_w/ctdetail.php?masterno=95804&contentno=95804 »(Archive.org • Wikiwix • Archive.is • Google • Que faire ?)   |
| Susaekro            | 수색로         | 水色路         |                | | « http://www.encyber.com/search_w/ctdetail.php?masterno=271850&contentno=271850 »(Archive.org • Wikiwix • Archive.is • Google • Que faire ?) |
| Taepyeongno         | 태평로         | 太平路         |                | Ancient nom : Taihei-Dori (Hangeul:태평통 Hanja:太平通) de 1910 à 1945, fusionna avec la Sejongno et d'une portion de la Namdaemunno pour former la Sejongdaero.                                                     | « http://www.encyber.com/search_w/ctdetail.php?masterno=154781&contentno=154781 »(Archive.org • Wikiwix • Archive.is • Google • Que faire ?) |
| Teheranno           | 테헤란로       |                |                | | « http://www.encyber.com/search_w/ctdetail.php?masterno=155256&contentno=155256 »(Archive.org • Wikiwix • Archive.is • Google • Que faire ?) |
| Toegyeoro           | 퇴계로         | 退溪路         |                | Ancien nom : Hon-machi (Hangeul:본정 Hanja:本町) de 1910 à 1945. | « http://www.encyber.com/search_w/ctdetail.php?masterno=156033&contentno=156033 »(Archive.org • Wikiwix • Archive.is • Google • Que faire ?) |
| Tongillo            | 통일로         | 統一路         |                | | « http://www.encyber.com/search_w/ctdetail.php?masterno=155931&contentno=155931 »(Archive.org • Wikiwix • Archive.is • Google • Que faire ?) |
| Uisadangno          | 의사당로       | 議事堂路       |                | | « http://www.encyber.com/search_w/ctdetail.php?masterno=760256&contentno=760256 »(Archive.org • Wikiwix • Archive.is • Google • Que faire ?) |
| Ujeonggukro         | 우정국로       | 郵政局路       |                | | « http://www.encyber.com/search_w/ctdetail.php?masterno=760250&contentno=760250 »(Archive.org • Wikiwix • Archive.is • Google • Que faire ?) |
| Umyeonno            | 우면로         | 牛眠路         |                | | « http://www.encyber.com/search_w/ctdetail.php?masterno=215896&contentno=215896 »(Archive.org • Wikiwix • Archive.is • Google • Que faire ?) |
| Wangsanno           | 왕산로         | 旺山路         |                | | « http://www.encyber.com/search_w/ctdetail.php?masterno=760248&contentno=760248 »(Archive.org • Wikiwix • Archive.is • Google • Que faire ?) |
| Wangsipni-gil       | 왕십리길       | 往十里길       |                | | « http://www.encyber.com/search_w/ctdetail.php?masterno=760249&contentno=760249 »(Archive.org • Wikiwix • Archive.is • Google • Que faire ?) |
| Wonhyoro            | 원효로         | 元曉路         |                | | « http://www.encyber.com/search_w/ctdetail.php?masterno=756137&contentno=756137 »(Archive.org • Wikiwix • Archive.is • Google • Que faire ?) |
| Wolgokdong-gil      | 월곡동길       | 月谷洞길       |                | | « http://www.encyber.com/search_w/ctdetail.php?masterno=760252&contentno=760252 »(Archive.org • Wikiwix • Archive.is • Google • Que faire ?) |
| Yangjaedaero        | 양재대로       | 良才大路       | Gangnam-gu     | | « http://www.encyber.com/search_w/ctdetail.php?masterno=756134&contentno=756134 »(Archive.org • Wikiwix • Archive.is • Google • Que faire ?) |
| Yanghwaro           | 양화로         | 楊花路         |                | | « http://www.encyber.com/search_w/ctdetail.php?masterno=760245&contentno=760245 »(Archive.org • Wikiwix • Archive.is • Google • Que faire ?) |
| Yeoksamno           | 역삼로         | 驛三路         | Gangnam-gu     | | « http://www.encyber.com/search_w/ctdetail.php?masterno=760246&contentno=760246 »(Archive.org • Wikiwix • Archive.is • Google • Que faire ?) |
| Yeonhuiro           | 연희로         | 延禧路         |                | | « http://www.encyber.com/search_w/ctdetail.php?masterno=760247&contentno=760247 »(Archive.org • Wikiwix • Archive.is • Google • Que faire ?) |
| Yeongdongdaero      | 영동대로       | 永東大路       |                | | « http://www.encyber.com/search_w/ctdetail.php?masterno=756135&contentno=756135 »(Archive.org • Wikiwix • Archive.is • Google • Que faire ?) |
| Yulgokno            | 율곡로         |                |                | | [] |

## Autoroutes et voies rapides
| Autoroute              | Hangul       | Hanja        | Arrondissement | Description (Ancien nom, étymologie, caractéristiques, inauguration...) | Lien |
| ---------------------- | ------------ | ------------ | -------------- | ----------------------------------------------------------------------- | --- |
| Route Olympique        | 올림픽대로   | 올림픽大路   |                |                                                                         | « http://www.encyber.com/search_w/ctdetail.php?masterno=116764&contentno=116764 »(Archive.org • Wikiwix • Archive.is • Google • Que faire ?) |
| Berges du Han          | 강변북로     | 江邊北路     |                |                                                                         | « http://www.encyber.com/search_w/ctdetail.php?masterno=5249&contentno=5249 »(Archive.org • Wikiwix • Archive.is • Google • Que faire ?)     |
| Voie rapide de l'Est   | 동부간선도로 | 東部幹線道路 |                |                                                                         | « http://www.encyber.com/search_w/ctdetail.php?masterno=756131&contentno=756131 »(Archive.org • Wikiwix • Archive.is • Google • Que faire ?) |
| Voie rapide du Nord    | 북부간선도로 | 北部幹線道路 |                |                                                                         | « http://www.encyber.com/search_w/ctdetail.php?masterno=766016&contentno=766016 »(Archive.org • Wikiwix • Archive.is • Google • Que faire ?) |
| Voie rapide de l'Ouest | 서부간선도로 | 西部幹線道路 |                |                                                                         | « http://www.encyber.com/search_w/ctdetail.php?masterno=756130&contentno=756130 »(Archive.org • Wikiwix • Archive.is • Google • Que faire ?) |
| Autoroute Gyeongbu     | 경부고속도로 | 京釜高速道路 |                |                                                                         | « http://www.encyber.com/search_w/ctdetail.php?masterno=10303&contentno=10303 »(Archive.org • Wikiwix • Archive.is • Google • Que faire ?)   |
| Autoroute Gyeongin     | 경인고속도로 | 京仁高速道路 |                |                                                                         | « http://www.encyber.com/search_w/ctdetail.php?masterno=10858&contentno=10858 »(Archive.org • Wikiwix • Archive.is • Google • Que faire ?)   |

### Périphérique
| Autoroute             | Hangul               | Hanja                | Arrondissement | Description (Ancien nom, étymologie, caractéristiques, inauguration...)                                          | Lien |
| --------------------- | -------------------- | -------------------- | -------------- | --- | --- |
| Périphérique de Séoul | 내부순환도로         | 內部循環道路         |                | Elle forme le boulevard périphérique de Séoul avec une portions des Voies rapides de l'Est et des Berges du Han. | « http://www.encyber.com/search_w/ctdetail.php?masterno=756129&contentno=756129 »(Archive.org • Wikiwix • Archive.is • Google • Que faire ?) |
| Rocade de Séoul       | 서울외곽순환고속도로 | 서울外郭循環高速道路 |                | | |